# Natalija Šeruga Golob
Natalija Šeruga Golob, slovenska slikarka, * 29. maj 1971, Maribor

## Življenje
Slikarka Natalija Šeruga Golob se je rodila v Mariboru, kjer je obiskovala II. gimnazijo. Na Akademiji za likovno umetnost in oblikovanje v Ljubljani je študirala slikarstvo, kjer je diplomirala leta 1999 in nato študij Študij nadaljevala na podiplomskem študiju za slikarstvo in magistrirala leta 2003. 
Leta 2007 ji je Ministrstvo za kulturo RS omogočilo enomesečno študijsko bivanje v Berlinu. Leta 2009 je prejela delovno štipendijo Ministrstva za kulturo RS.
Natalija Šeruga Golob samostojno in skupinsko razstavlja doma in v tujini.
Njena dela najdemo v več umetniških zbirkah (Umetnostna galerija, Maribor, NLB, Zbirka Talum, Slovenski kulturni center Korotan, Dunaj - Avstrija, Mestna Galerija Nova Gorica, Galerija Murska Sobota, Hommage Tisnikarju - Koroška galerija likovnih umetnosti, Imago Mundi – Zbirka Luciano Benetton - Italija).
Kot svobodna umetnica od leta 2000 živi in ustvarja v Radencih.

## Nagrade in priznanja
- Študentska Prešernova nagrada za slikarstvo (1996)
- Henkel Art.award.2008, »artistic drawing«, Dunaj – Nominee (2008)

## Delo
V svojem ustvarjalnem delu se avtorica Natalija Šeruga Golob ukvarja z vprašanji časa in minevanja. Njena umetniška dela vzbujajo posebni vtis že s svojo obliko. Slikarka namreč za nosilec slike uporablja slikarsko platno, ki ga z vidnimi šivi šiva na posebej obdelan podokvir. Ti podokvirji njenih slik nosijo lastnosti in vzbujajo občutke starega in arhaičnega. Te atribute ima tudi upodobljena tematika njenih del. Železni podokvirji z zašitimi slikarskimi platni so ustvarjeni v sedanjosti toda nosijo svojstveno podobo starega in neizrekljivega. Prinašajo vpogled v ustvarjen domišljijski svet navidezne preteklosti. Avtorica se s svojim ustvarjanjem vizualno približuje podobam, ki jih je ustvaril čas.   